# Federação sindical
A Federação Sindical, no direito Brasileiro, refere-se à entidade sindical de âmbito nacional, decorrente da reunião de confederações e sindicatos de um mesmo segmento ou objetivo. São organizações de segundo grau, constituídas com estatuto próprio e natureza jurídica de direito privado. A validade da constituição de uma Federação depende da existência de ao menos cinco sindicatos, conforme o artigo 534 da CLT. 
A existência da Federação Sindical encontra seu maior argumento de existência na racionalidade política de um sistema democrático: a organização de um sistema em unidades racional (sindicato, Federação e Confederação) possibilita a ampla luta pelos direitos trabalhista no âmbito municipal, estadual e federal.
Conforme preceitua Mauricio Godinho Delgado 
Há, no sistema, uma pirâmide, que se compõe do sindicato, em seu piso, da federação, em seu meio, e da confederação, em sua cúpula. As centrais sindicais não compõem o modelo corporativista, tendo, de certo modo, seu contraponto. A jurisprudência não lhes tem reconhecido os poderes inerentes às entidades sindicais, principalmente a representação jurídica.
Em dado Estado há diversas federações, conforme os agrupamentos que se processam, igualmente, não apenas por atividades e profissões idênticas, mas também reunindo-se às atividades idênticas, e, no seu grupo, outras que lhe são tão-somente similares ou conexas. Assim, há a Federação da Agricultura do Estado de São Paulo, a Federação dos Arquitetos de São Paulo; etc., o mesmo ocorrendo nos demais Estados e também com os trabalhadores.
Excepcionalmente, as federações têm base territorial mais ampla. Exemplos: Federações das Empresas de Transportes Rodoviários do Sul e Centro Oeste do Brasil, Federação Nacional dos Condutores Autônomos de Veículos Rodoviários etc.
A Constituição de 5 de outubro de 1988 dispõe no art. 8, II: "a base territorial será definida pelos trabalhadores ou empregadores interessados, não podendo ser inferior à área do Município". A respeito, comenta Orlando Gomes: "Cumpre acrescentar que a extinção do ‘enquadramento’ envolve a queda da ‘dimensão profissional’, ficando a questão da ‘conexidade e similaridade’ entre os profissionais aglutináveis uma decisão exclusiva da opção dos interessados, uma questão decorrente de suas aspirações eletivas, seus impulsos associativos, cuja única inspiração é o próprio interesse profissional e econômico, e similitude de condições de vida".

## Conceito e Função
Constitui o sindicado a unidade de formação do sistema de organização coletiva do trabalho; onde, pela agremiação de sindicatos busca formar, por aglutinação, unidades maiores, mas não distante deste, afim de dar maior amplitude e coordenação a luta trabalhadora. Assim, fara a confederação as vezes do sindicato relativo na negociação, representação, assistência, discussões políticas e econômicas entre outras funções; conforme disposição da CLT. 

Importante notar que o Brasil não adota um sistema de representação trabalhista hierarquizado; mas sim cooperativista; pois, à princípio, sempre será o sindicato o sujeito com poderes para atuar na representação do trabalhador
Conforme a CLT: 
Art. 513. São prerrogativas dos sindicatos:
a) representar, perante as autoridades administrativas e judiciárias os interesses gerais da respectiva categoria ou profissão liberal ou interesses individuais dos associados relativos à atividade ou profissão exercida;
b) celebrar contratos coletivos de trabalho;
c) eleger ou designar os representantes da respectiva categoria ou profissão liberal;
d) colaborar com o Estado, como órgãos técnicos e consultivos, na estudo e solução dos problemas que se relacionam com a respectiva categoria ou profissão liberal;
e) impor contribuições a todos aqueles que participam das categorias econômicas ou profissionais ou das profissões liberais representadas.
Parágrafo Único. Os sindicatos de empregados terão, outrossim, a prerrogativa de fundar e manter agências de colocação.
Art. 514. São deveres dos sindicatos:
a) colaborar com os poderes públicos no desenvolvimento da solidariedade social;
b) manter serviços de assistência judiciária para os associados;
c) promover a conciliação nos dissídios de trabalho.
d) sempre que possível, e de acordo com as suas possibilidades, manter no seu quadro de pessoal, em convênio com entidades assistenciais ou por conta própria, um assistente social com as atribuições específicas de promover a cooperação operacional na empresa e a integração profissional na Classe. 
... 
Art. 611 - Convenção Coletiva de Trabalho é o acordo de caráter normativo, pelo qual dois ou mais Sindicatos representativos de categorias econômicas e profissionais estipulam condições de trabalho aplicáveis, no âmbito das respectivas representações, às relações individuais de trabalho. 
...
§ 2º As Federações e, na falta desta, as Confederações representativas de categorias  econômicas ou profissionais poderão celebrar convenções coletivas de trabalho para reger as relações das categorias a elas vinculadas, inorganizadas em Sindicatos, no âmbito de   suas representações.     
...
Art. 617 - Os empregados de uma ou mais empresas que decidirem celebrar acordo Coletivo de Trabalho com as respectivas empresas darão ciência de sua resolução, por escrito, ao Sindicato representativo da categoria profissional, que terá o prazo de 8 (oito) dias para assumir a direção dos entendimentos entre os interessados, devendo igual procedimento ser observado pelas empresas interessadas com relação ao Sindicato da respectiva categoria econômica.
§ 1º Expirado o prazo de 8 (oito) dias sem que o Sindicato tenha se desincumbido do encargo recebido, poderão os interessados dar conhecimento do fato à Federação a que estiver vinculado o Sindicato e, em falta dessa, à correspondente Confederação, para que, no mesmo prazo, assume a direção dos entendimentos. Esgotado esse prazo, poderão os interessados prosseguir diretamente na negociação coletiva até final. 

## Disposição Legal
O sistema de representação trabalhista, no Brasil, nasce por disposição constitucional. 
Constituição Federal: Art. 8º É livre a associação profissional ou sindical, observado o seguinte:
Entretanto, é na CLT que será organizada o sistema estruturado sindical brasileiro; não somente dispondo o formato de organização como também estabelecendo prerrogativas e funções. Tal modo operante vem para desenvolver um sistema democrático de representação adotada pela Constituição Federal Brasileira; que também adota um sistema federativo de organização política. 
Art. 533 - Constituem associações sindicais de grau superior as federações e confederações organizadas nos termos desta Lei.
Importante anotar que, apesar de ter desenvolvido um papel fundamental na luta trabalhadora nas últimas décadas; as Centrais Sindicais (regulada pela Lei nº 11.648/08) não fazem parte dessa estrutura.

## Organização
Conforme ressalta Carlos Henrique Bezerra Leite; apesar de pouco aparente, Brasil adota um conceito constitucional de sindicato similar ao sistema francês, que é pautado na liberdade, pluralidade (ponto que é controverso; pois adota o Brasil o princípio da unidade sindical) e autonomia sindical. Ademais há um sistema sindical estruturado em sindicatos, federação e confederação.
Sendo o sindicato ocupante da menor unidade territorial por disposição do princípio da unicidade; ocupa ele a unidade referente a municipal na representação de categoria profissional/econômica por disposição constitucional:
Art. 8º É livre a associação profissional ou sindical, observado o seguinte:
...
II - é vedada a criação de mais de uma organização sindical, em qualquer grau, representativa de categoria profissional ou econômica, na mesma base territorial, que será definida pelos trabalhadores ou empregadores interessados, não podendo ser inferior à área de um Município
Por gozar o sindicato de autonomia negocial, administrativa e organizacional; poderá criar sindicatos grau superior como as Federações, conforme disposto no art. 533 da CLT. Constitui a unidade mínima sindical a base territorial de um município, por disposição da CLT são necessários, no mínimo, 5 unidades mínima sindical que representa um grupo de atividade ou profissão para se formar uma Federação.
Art. 534 - É facultado aos Sindicatos, quando em número não inferior a 5 (cinco), desde que representem a maioria absoluta de um grupo de atividades ou profissões idênticas, similares ou conexas, organizarem-se em federação. 
§ 1º - Se já existir federação no grupo de atividades ou profissões em que deva ser constituída a nova entidade, a criação desta não poderá reduzir a menos de 5 (cinco) o número de Sindicatos que àquela devam continuar filiados.
§ 2º - As federações serão constituídas por Estados, podendo o Ministro do Trabalho, Industria e Comercio autorizar a constituição de Federações interestaduais ou nacionais.
§ 3º - É permitido a qualquer federação, para o fim de lhes coordenar os interesses, agrupar os Sindicatos de determinado município ou região a ela filiados; mas a união não terá direito de representação das atividades ou profissões agrupadas.  
Discussão recorrente há nos tribunais se o princípio da unicidade atingiria as associações sindicais superior ou não: há decisões reconhecendo que o princípio da unidade não atinge as associações sindicais superiores; bem como há decisões reconhecendo a sua aplicabilidade. 
Conforme disposição a federação para existir deverá ser reconhecida pelo Ministro do Trabalho; ao qual deverá ser remetido um a exemplar do estatuto. Por disposição do art. 538 da CLT é composta por: diretoria, conselho de representantes e fiscal.

## Recursos Financeiros
Em síntese; são quatro as fontes de recursos financeiros das entidades sindicais; sendo um destinado à contribuição do sistema confederativa; firmando o STF por meio da Súmula 666 que somente pode cobrar dos respectivos filiados.
CF/88
Art. 8º É livre a associação profissional ou sindical, observado o seguinte:
...
IV - a assembleia geral fixará a contribuição que, em se tratando de categoria profissional, será descontada em folha, para custeio do sistema confederativo da representação sindical respectiva, independentemente da contribuição prevista em lei;
Ademais, regula a CLT o sistema de contribuição bem como os percentuais.
Art. 589. Da importância da arrecadação da contribuição sindical serão feitos os seguintes créditos pela Caixa Econômica Federal, na forma das instruções que forem expedidas pelo Ministro do Trabalho:
...
I - para os empregadores:
a) 5% (cinco por cento) para a confederação correspondente;
b) 15% (quinze por cento) para a federação;
c) 60% (sessenta por cento) para o sindicato respectivo; e  
d) 20% (vinte por cento) para a ‘Conta Especial Emprego e Salário’; 
II - para os trabalhadores:     
a) 5% (cinco por cento) para a confederação correspondente; 
b) 10% (dez por cento) para a central sindical; 
c) 15% (quinze por cento) para a federação;
d) 60% (sessenta por cento) para o sindicato respectivo; e 
e) 10% (dez por cento) para a ‘Conta Especial Emprego e Salário; 
 Art. 590. Inexistindo confederação, o percentual previsto no art. 589 desta Consolidação caberá à federação representativa do grupo.
... 
§ 3º Não havendo sindicato, nem entidade sindical de grau superior ou central sindical, a contribuição sindical será creditada, integralmente, à ‘Conta Especial Emprego e Salário’. 
§ 4º Não havendo indicação de central sindical, na forma do § 1o do art. 589 desta Consolidação, os percentuais que lhe caberiam serão destinados à ‘Conta Especial Emprego e Salário’
Art. 591. Inexistindo sindicato, os percentuais previstos na alínea c do inciso I e na alínea d do inciso II do caput do art. 589 desta Consolidação serão creditados à federação correspondente à mesma categoria econômica ou profissional. 
Parágrafo único. Na hipótese do caput deste artigo, os percentuais previstos nas alíneas a e b do inciso I e nas alíneas a e c do inciso II do caput do art. 589 desta Consolidação caberão à confederação. 